# 美談站

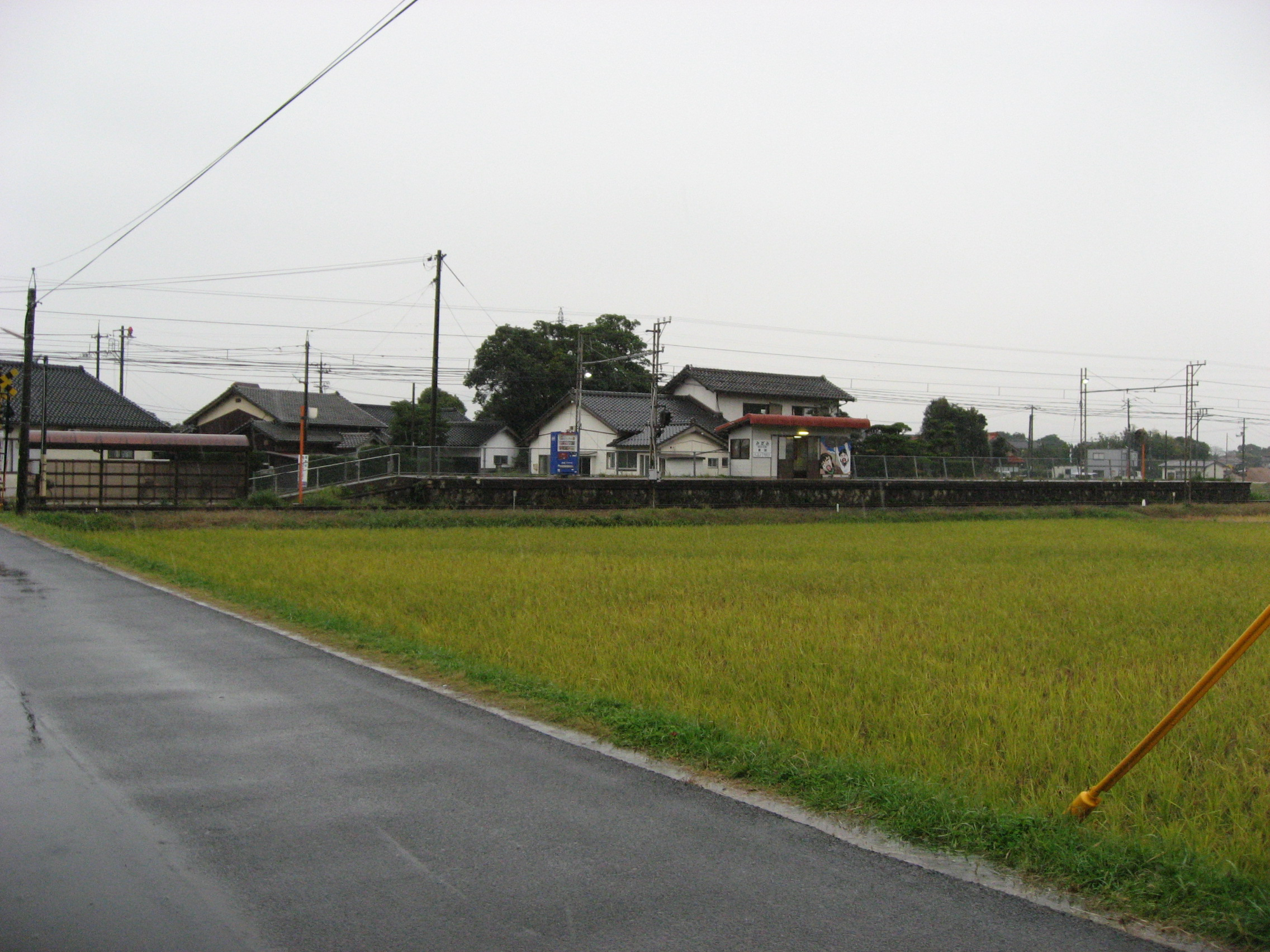
車站全景

美談站（日语：／ Midami eki */?）是位於島根縣出雲市美談町，屬於一畑電車北松江線的車站。車站編號為7。

## 歷史
- 1952年（昭和27年）1月15日 - 車站啟用[1]。
- 1979年（昭和54年）11月1日 - 成為無人車站[2]。
- 2006年（平成18年）4月1日 - 一畑電氣鐵道把鐵路業務分拆成為獨立的全資子公司一畑電車，此站由一畑電車繼承。
- 2011年（平成23年）9月17日至9月20日 - 來自澳洲、以及縣內外與東京的人把車站進行改裝[3]。

## 車站構造
車站是一座地面車站，設有1面1線的單式月台。前往松江方向的列車會開啟右邊車門。此站是無人車站。出口位於月台東邊。

## 車站周邊
- 斐伊川（日语：斐伊川）
- 國道431號（日语：国道431号）
- 島根縣道159號出雲平田線（日语：島根県道159号出雲平田線）
- 美談住宅
- 美談神社
- 東禪寺

## 使用狀況
根據「島根縣統計書」，以下為近年一日平均乘車人次列表。
| 年度   | 1日平均 乘車人次 | 1日平均 上下車人次 |
| ------ | ---------------- | ------------------ |
| 1999年 | 23               | 45                 |
| 2000年 | 17               | 35                 |
| 2001年 | 13               | 30                 |
| 2002年 | 8                | 23                 |
| 2003年 | 7                | 21                 |
| 2004年 | 10               | 23                 |
| 2005年 | 18               | 37                 |
| 2006年 | 15               | 32                 |
| 2007年 | 18               | 35                 |
| 2008年 | 18               | 38                 |
| 2009年 | 37               | 65                 |
| 2010年 | 31               | 54                 |
| 2011年 | 26               | 48                 |
| 2012年 | 28               | 53                 |
| 2013年 | 29               | 56                 |
| 2014年 | 19               | 35                 |
| 2015年 | 18               | 35                 |
| 2016年 | 24               | 48                 |
| 2017年 | 21               | 38                 |
| 2018年 | 26               | 46                 |

## 相鄰車站
一畑電車
北松江線
■特急「Super Liner」、■急行「出雲大社號」、■急行
通過
■普通
大寺（6）－美談（7）－旅伏（8）

## 注腳
1. ↑  《私鉄全線全駅》540頁
2. ↑  寺田裕一《日本のローカル私鉄2000》，Neko出版，2000年，270頁。ISBN 4-87366-207-9.
3. ↑  . 一畑電車. 2011-09-21  [2017-12-18]. （原始内容存档于2016-03-05） （日语）.
4. ↑  島根縣統計書

## 外部連結
- 7.美談 | 停車站資訊 （页面存档备份，存于）（日語） - 一畑電車